# Élection libre de 1669
La sixième élection libre du royaume de Pologne-Lituanie se déroule en 1669, après l'abdication du roi Jean II Casimir, dernier souverain de la Maison Vasa. La succession fut principalement disputée par deux factions, la faction des Piast et la faction pro-française. C'est finalement Michel Wisniowiecki, soutenu par la Maison Piast et les grandes familles polonaises, qui est élu roi face au prince français Louis II de Bourbon-Condé dit le Grand Condé.

## Histoire
Michel Wisniowiecki est le candidat choisi par la Maison Piast face au candidat français, Louis II de Bourbon-Condé, prince du sang et cousin du roi Louis XIV de France.
Devenu roi, Michel Wisniowiecki épouse en 1670 l'archiduchesse Éléonore d'Autriche (1653-1697), sœur de l'empereur Léopold Ier du Saint-Empire. Cette union ne fut guère heureuse. Le roi souffrait d'alcoolisme, son mariage reste sans postérité et n'a peut-être pas été consommé.
Sous son règne, la Pologne est décentralisée, et le pouvoir central, ruiné, tombe aux mains des magnats.